# Lampetis weigelti
Lampetis weigelti es una especie de escarabajo del género Lampetis, familia Buprestidae. Fue descrita científicamente por Pongrácz en 1935.